# Margarita Kuriło
Margarita Siergiejewna Kuriło (ur. 21 czerwca 1993 w Czelabińsku) – rosyjska siatkarka grająca na pozycji przyjmującej. 

## Sukcesy klubowe
Mistrzostwo Rosji:
- 2021
- 2016, 2020
- 2018

Superpuchar Rosji:
- 2019

## Sukcesy reprezentacyjne
Puchar Świata:
- 2019